# Волкова, Алла Викторовна (телеведущая)
Алла Викторовна Волкова (род. 3 августа 1955) — ведущая телеигры «Любовь с первого взгляда», редактор, директор телепередачи «Что? Где? Когда?».

## Биография
Алла Викторовна Волкова родилась 3 августа 1955 года в Москве.
В 1977 году окончила Московский институт народного хозяйства. По окончании института работала экономистом.
На телевидении с 1979 года, была знатоком «Что? Где? Когда?», после чего стала работать редактором. Она работала администратором, референтом, помощником режиссёра, корреспондентом и редактором циклов программ «Что? Где? Когда?». Когда первому сыну Юлию исполнилось 3 года, её мужа послали в командировку в Мехико, столицу Мексики, работать на региональный корпункт центрального телевидения, там родился второй сын Артур, в Мексике они прожили около 7 лет.
С 1990 года по 1999 год вместе с Борисом Крюком вела передачу «Любовь с первого взгляда» на центральных каналах ОРТ и РТР . Когда закрылась передача, Алла в 3-й раз вышла замуж.
С 1999 года по 2000 год работала в школе учительницей английского языка.
С 1990 года Алла Волкова работает в продюсерском центре «Игра-ТВ». Директор выпуска «Что? Где? Когда?», «Культурная революция» и «Песни XX века», «Брэйн-ринг», «Жизнь прекрасна», «Игрушки», «Караоке на Арбате» и других передач.

### Личная жизнь
Третий муж с 2000 года, певец Игорь Иванников, бывший солист ВИА «Ребята с Арбата», «Надежда», «Поющие сердца», «Верные друзья», группы «Доктор Ватсон»
От второго мужа — преподавателя телевизионного мастерства, оператора и режиссёра Юлия Юльевича Куна (род. 12 апреля 1955), сына актрисы Ии Арепиной и режиссёра Юлия Михайловича Куна, два сына — Юлий Кун (род. 9 июня 1981) — режиссёр компьютерной графики, и Артур Кун (род. 1 ноября 1986)